# Choristoneura conflictana
Choristoneura conflictana es una especie de polilla del género Choristoneura, tribu Archipini, subfamilia Tortricinae. Fue descrita científicamente por Walker en 1863.

## Distribución
Se distribuye por América del Norte: Canadá (Ontario).